# Епархия Триеста
Епархия Триеста (лат. Dioecesis Tergestina, итал. Diocesi di Trieste) епархия Римско-католической церкви, в составе митрополии Гориции, входящей в церковную область Тривенето. В настоящее время епархией управляет архиепископ (персональный титул) Джампаоло Крепальди. Викарный епископ – Пьер Эмилио Сальваде́. Почетный епископ – Эудженио Равиньяни.
Клир епархии включает 132 священников (83 епархиальных и 49 монашествующих священников), 15 диаконов, 58 монахов, 174 монахинь.
Адрес епархии: Via Cavana 16, 34124 Trieste, Italia.
Покровителем епархии Триеста является святой мученик Иуст из Триеста, память которого отмечается 3 ноября.

## Территория
В юрисдикцию епархии входят 60 приходов в коммунах Фриули-Венеция-Джулии: все в провинции Триест. В состав епархии входят приходы в городах Триест, Муджа, Сан-Дорлиго-делла-Валле и Монрупино, а также в коммунах Дуино-Ауризина и Згонико.
Кафедра епископа находится в городе Триест в церкви Святого Иуста.

## История
Кафедра Триеста была основана в конце V века. Ранее епархия носила статус епископства-суффрагаства патриархата Аквилеи. Во время раскола «Трёх Глав» в 579 году епархия попала под юрисдикцию патриархата Градо.
В 948 году епископы Триеста получили светскую власть от императора Лотаря II, которая положила начало независимости епархии от власти короны, включив в неё часть территории за пределами городских стен. В 1236 году епископы формально отказались от власти над этими землями, хотя борьба архиереев с коммунами длилась в течение всего XIV века.
В 1180 году патриарх Градо отказался от юрисдикции над кафедрами Истрии и Триеста и вернул их под юрисдикцию патриарха Аквилеи.
Епископ Волькиро Де Портис (1237 – 1253) продал коммуне Триеста право выбора судей, право на сбор десятины и право чеканить монету. В конце XIII века епископ Брисса де Топпо (1286 – 1299) за 200 серебряных песет продал оставшиеся светские права епископов, и так архиереи Триеста утратили светскую власть.
При епископе Родольфо Морандино де Кастелло Ребекко (1304 – 1320) был построен собор Святого Иуста.
На протяжении раннего Средневековья, право избрания епископа принадлежало соборному капитулу, но в 1459 году это право было передано императорам Священной Римской империи.
В XVI веке в Триесте получили распространение идеи лютеранства, но после Тридентского собора все население епархии вернулось в лоно Римско-Католической Церкви, во многом благодаря трудам епископа Николо Корета (1575 – 1591), удачно полемизировавшим с протестантами. Успех Контрреформации в епархии связан также с апостольским служением капуцинов и иезуитов, появившихся здесь в 1617 и 1619 годах, соответственно.
В 1719 году Триест стал открытым портом, и в скором времени в городе появилось много общин последователей других ветвей христианства и нехристианских религий.
После упразднения патриархата Аквилеи в 1751 году, епархия Триеста вошла в митрополию Гориции.
В 1784 году епархия Триеста утратила часть своей территории в связи с изменениями политических границ. Эти территории вошли в епархии Читтановы, Каподистрии (Копер), Паренцо и Любляны.
8 марта 1788 года епархия Триест вошла в митрополию Любляны. 19 августа того же года буллой Super specula militantis Ecclesiae Папы Пия VI она была объединена с епархией Педены, и вместе обе епархии были упразднены и включены в состав епархии Градиски.
12 сентября 1791 года епархия Триеста была восстановлена буллой Ad supremum Папы Пия VI.
19 августа 1807 года она была поставлена в прямое подчинение Святому Престолу.
30 июня 1828 года буллой Locum beati Petri Папы Льва XII  епархия Каподистрии (Копер) была объединена с епархией Триеста, а епархия Читтановы была упразднена и включена в состав епархии Триеста и Каподистрии.
27 июля 1830 года епархия Триеста снова вошла в митрополию Гориции буллой Insuper eminenti Apostolicae dignitatis Папы Пия VIII.
С 1867 года до распада Австро-Венгерской империи епископы Триеста были членами имперского сената.
В 1919 году епископ Андрей Карлин, словенец, оставил епархию из-за нападения на него группы ирредентистов. В том же году на кафедру Триеста взошел Анджело Бартоломази, итальянец, после почти векового управления кафедрой епископами из Словении, Германии и Хорватии.
30 апреля 1920 года епархия Триеста передала деканат Эльсане апостольской администратуре Фиуме (ныне архиепархия), а в 1934 году также передала деканат Крузицца.
20 февраля 1932 года буллой Quo Christi fideles Папы Пия XI епархии Триеста отошел деканат Постойна, ранее входивший в состав епархии Любляны (ныне архиепархии).
В 1947 году большая часть епархии Триеста оказалась на территории Югославии. На этой территории были учреждены две отдельные апостольские администратуры, в Словении и Хорватии.
Спустя два года после подписания договора в Озимо, 17 октября 1977 года от епархии Триеста была отделена епархия Копера.
В епархии Триеста издается еженедельник Vita Nuova («Новая жизнь»).

## Ординарии епархии
| - Фруджиферо (546); - Джерминиано (568); - Северо (580—601); - Фирмино (602); - Гауденцио (680); - Грегорио (715); - Джованни (731); - Джованни (759); - Маурицио (767); - Фортунато (790—802); - Леоне (804); - Хильдегер (802—814); - Велдерих (814); - Хаймберт (827); - Северо (827); - Таурино (909—911); - Радальдо (929); - Джованни (944—968); - Пьетро (991); - Рикольфо (1006—1017); - Джованни (1015—1017); - Адальджеро (1031—1039); - Эриберто (1050—1082); - Херенициус (1106—1114); - Артуико (1115); - Детемаро (1134—1141); - Бернардо (1141—1152); - Бернардо (1152—1186); - Энрико да Тревизо (1186—1188); - Линтольдо да Дуино (1188—1190); - Воскалько (1190—1200); - Энрико Рапицца (1200—1203); - Убальдо (1203—1209); - Джерардо (1209—1213); - Коррадо Бойани ди Пертика (1212—1232); - Леонардо (1232—1233); - Бернардо ди Куканья (1233—1234); - Джерардо Араньоне (1234—1236); - Джованни (1236—1237); - Вольрико Де Портис (1237—1253); - Аоленц фон Восишперх (1254—1255); - Грегорио I (1255—1259); - Леонардо III (1260—1261); - Арлонго ди Висконьи (1261—1281); - Альвино Де Портис (1281—1286); - Брисса Де Топпо (1286—1299); - Джованни Делла Торре (1299—1300); - Энрико Рапицца (1300—1303); - Родольфо ди Педраццано (1303—1304); - Родольфо Морандино де Кастелло Ребекко (1304—1320); - Джусто (Джилоне) да Виллалата (1320—1322); - Грегорио Танци (1324—1327) — апостольский администратор; - Гульельмо Франки (25.02.1327 — 1329); - Аванцо Даниэло (1329); - Паче (Паскуале) да Ведано (1330—1341); - Джованни Гремон (1341); | - Франческо Делламелия (1342—1346); - Людовико Делла Торре (26.06.1346 — 30.03.1349) — назначен епископом Олено; - Антонио Негри (30.03.1349 — 15.01.1369) — назначен архиепископом Крита; - Анджело Канопео (15.01.1369 — 1383); - Энрико де Вильденштайн (1383 — 23.12.1396) — назначен епископом Педены; - Симоне Сальтарелли (12.04.1396 — 1408) — доминиканец; - Джованни Убальдини (1408—1409); - Николо де Картурис (1409—1417); - Джакомо Баларди (Арригони) (29.12.1417 — 1424) — назначен епископом Урбино; - Мартино Коронини (11.12.1424 — 1441); - Никколо Альдегарди (1441—1447); - Энеа Сильвио Пикколомини (17.04.1447 — 23.09.1450) — назначен епископом Сиены, затем избран в Папы под именем Пия II; - Людовико Делла Торре (1450—1451); - Антонио Гоппо (1451—1487); - Акачо де Собриак (1487—1500); - Лука Ринальди да Велья (1500—1501); - Пьетро Бономо (1501—1546) — также был епископом Вены (1522—1523); - Франческо Риццано (1549); - Антонио Парагуэс-э-Кастильехо (21.08.1549 — 04.11.1558) — бенедиктинец, назначен архиепископом Кальяри; - Джованни Бетта (1560—1565); - Андреа Рапичо (1567—1573); - Джачинто Франджипане (1574); - Николо Корет (1575—1591); - Джованни Вагенринг (1592—1597); - Урсино де Бертиис (1597—1620); - Ринальдо Скарликкьо (1621—1630) — назначен епископом Любляны; - Помпео Коронини (27.01.1631 — 14.03.1646); - Антонио Маренци (26.04.1646 — 22.11.1662); - Франческо Массимилиано Ваккано (06.11.1662 — 15.08.1672); - Джакомо Фердинандо Гориццутти (05.09.1672 — 22.09.1691); - Джованни Франческо Миллер (20.12.1691 — 23.04.1720); - Джузеппе Антонио Дельместри фон Шёнберг (23.04.1720 — 19.02.1721); - Лука Сарторио Дельместри фон Шёнберг (18.10.1723 — 06.11.1739); - Леопольд Йозеф Ханнибал Петацци де Кастель Нуово (27.08.1740 — 22.09.1760) — назначен епископом Любляны; - Антонио Херберштайн (02.01.1760 — 02.12.1774) — театинец; - Франческо Филиппо д'Инцаги (27.02.1775 — 15.12.1788) — назначен епископом Градиски; - Кафедра упразднена (1788—1791); - Сигизмунд Антон фон Хохенварт (10.02.1791 — 10.01.1794) — иезуит, назначен епископом Санкт-Пёльтена; - Игнацио Гаэтано да Бусет (12.02.1796 — 19.09.1803); - Антонио Леонардис да Лучинико (1821—1831); - Маттео Равникар (1831—1845); - Бартоломео Легат де Наклас (12.12.1846 — 1875); - Юрай Добрила (05.07.1875 — 13.01.1882); - Джованни Непомучено Главина (03.07.1882 — 1895); - Андреа Мария Штерк (25.06.1896 — 1901); - Франц Ксавер Нагль (26.03.1902 — 01.01.1910) — назначен архиепископом-коадъютором Вены; - Андрей Карлин (06.02.1911 — 15.12.1919); - Анджело Бартоломази (15.12.1919 — 11.12.1922) — назначен епископом Пинероло; - Луиджи Фогар (9 luglio 1923 — 30 ottobre 1936 nominato arcivescovo titolare di Patrasso) - Антонио Сантин (16.05.1938 — 28.06.1975); - Лоренцо Белломи (17.10.1977 — 23.08.1996); - Эудженио Равиньяни (04.01.1997 — 04.07.2009); - Джампаоло Крепальди (с 4 июля 2009 года — по настоящее время). |  |

## Статистика
На конец 2010 года из 241 800 человек, проживающих на территории епархии, католиками являлись 221 700 человек, что соответствует 91,7% от общего числа населения епархии.
| год  | население | население | население | священники | священники        | священники         | священники                           | постоянные диаконы | монахи  | монахи  | приходы |
| год  | католики  | всего     | %         | всего      | белое духовенство | черное духовенство | число католиков на одного священника | постоянные диаконы | мужчины | женщины | приходы |
| ---- | --------- | --------- | --------- | ---------- | ----------------- | ------------------ | ------------------------------------ | ------------------ | ------- | ------- | ------- |
| 1950 | 370.000   | 380.000   | 97,4      | 230        | 165               | 65                 | 1.608                                |                    | 90      | 510     | 59      |
| 1970 | 300.000   | 310.000   | 96,8      | 262        | 187               | 75                 | 1.145                                |                    | 98      | 571     | 53      |
| 1980 | 273.500   | 284.700   | 96,1      | 233        | 150               | 83                 | 1.173                                |                    | 102     | 565     | 56      |
| 1990 | 247.500   | 253.346   | 97,7      | 213        | 137               | 76                 | 1.161                                | 4                  | 90      | 331     | 60      |
| 1999 | 219.715   | 237.289   | 92,6      | 174        | 112               | 62                 | 1.262                                | 6                  | 71      | 245     | 60      |
| 2000 | 242.000   | 251.500   | 96,2      | 184        | 119               | 65                 | 1.315                                | 7                  | 76      | 245     | 60      |
| 2001 | 217.818   | 236.253   | 92,2      | 180        | 120               | 60                 | 1.210                                | 8                  | 75      | 263     | 61      |
| 2002 | 217.818   | 236.253   | 92,2      | 159        | 110               | 49                 | 1.369                                | 10                 | 63      | 186     | 61      |
| 2003 | 217.818   | 236.253   | 92,2      | 180        | 115               | 65                 | 1.210                                | 9                  | 76      | 166     | 61      |
| 2004 | 219.000   | 243.903   | 89,8      | 166        | 106               | 60                 | 1.319                                | 10                 | 66      | 182     | 60      |
| 2010 | 221.700   | 241.800   | 91,7      | 132        | 83                | 49                 | 1.679                                | 15                 | 58      | 174     | 60      |